# Трухменёв, Эдуард Анатольевич
Эдуа́рд Анато́льевич Трухменёв (род. 24 июня 1972, Минск, Белорусская ССР, СССР) — белорусский и российский актёр театра, кино и телевидения.

## Биография
Эдуард Трухменёв родился 24 июня 1972 года в столице Белорусской ССР — Минске. Мать — Людмила Николаевна, всю жизнь трудилась в сфере общественного питания в должности заведующей столовой (сначала — на Минском тонкосуконном комбинате, затем — в одной из минских средних школ), одна воспитывала двоих детей. Младшая сестра — Алеся, замужем за ливанцем, живёт с мужем Жаком, дочерьми Лизой и Джуной и сыном в Бейруте (Ливан).
В 1987 году, после окончания восьми классов средней школы, поступил в техникум лёгкой промышленности в Минске, окончив который в 1991 году решил получить высшее актёрское образование.
В 1995 году окончил актёрский факультет Белорусской государственной академии искусств по специальности «актёр драматического театра и кино» (курс Л. А. Манаковой).
С 1995 по 1998 годы служил в Национальном академическом театре имени Янки Купалы в Минске.
В 1998 году принял приглашение театрального режиссёра Романа Виктюка и был принят в труппу Театра Романа Виктюка в Москве, где проработал по 2004 год.
В 2004 году перешёл в Московский театр юного зрителя (ТЮЗ), в труппе которого служил до 2010 года. В 2006 году на сцене ТЮЗа сыграл роль Стэнли Ковальски в спектакле «Трамвай „Желание“», игра актёров в котором была отмечена российской театральной премией «Чайка» в номинации «Лучший актёрский состав». Играл главную роль Роберто Зукко в психологической пьесе «Роберто Зукко» французского драматурга Бернар-Мари Кольтеса (спектакль получил гран-при фестиваля «Радуга» в Санкт-Петербурге).
В кино актёр снимается с 1996 года. Дебютом стала эпизодическая роль в белорусском художественном фильме «Птицы без гнёзд» (1996) режиссёра Виталия Дудина.
Известность приобрёл в 2007 году благодаря главной роли телохранителя Виктора Мальцева в российском телесериале «Телохранитель» режиссёра Владислава Фурмана. По словам актёра, для того, чтобы вжиться в образ, ему пришлось пройти двухнедельную специальную подготовку в спецподразделении «Альфа», где его учили обращаться с оружием, стрелять по мишеням, правильно вести себя в опасных ситуациях.

### Личная жизнь
Эдуард Трухменёв холост (по состоянию на 22 марта 2010 года).

## Творчество

### Роли в театре

#### Национальный академический театр имени Янки Купалы(Минск)
- 1995—1998 — «Ромул Великий» швейцарского прозаика и драматурга Фридриха Дюрренматта — Лютень
- 1995—1998 — «Аленький цветочек» (режиссёр — Н. Раевский) — Принц
- 1995—1998 — «Павлинка» (режиссёр — Л. Литвинова) — Янка Купала
- 1995—1998 — «Идиллия» (режиссёр — Н. Пинигин) — Дунин-Марцинкевич
- 1995—1998 — «Поминальная молитва» (режиссёр — Б. Эрин) — Горин

#### Театр Романа Виктюка(Москва)
- 1998 — «Саломея» по одноимённой пьесе Оскара Уайльда (постановка, пластическая партитура и музыкальное оформление — Роман Виктюк) — ангел смерти / первый солдат / Тейлор
- 1998 — «Философия в будуаре» по диалогам Д.-А.-Ф. де Сада (постановка — Роман Виктюк) — Лапьер
- 1999 — «Заводной апельсин» по одноимённой пьесе Энтони Бёрджесса (постановка — Роман Виктюк) — Ф. Александр, писатель
- 2001 — «Мастер и Маргарита», инсценировка Романа Виктюка «Сны Ивана Бездомного» по мотивам одноимённого романа Михаила Булгакова (постановка, пластическая партитура и музыкальное оформление — Роман Виктюк) — Азазелло, член свиты Воланда, «демон безводной пустыни», «демон-убийца»
- 2002 — «Давай займёмся сексом» по пьесе вице-мэра Хайфы и российского драматурга Валентина Красногорова (постановка и музыкальное оформление — Роман Виктюк) — сексуальный маньяк
- 2007 — «Кот в сапогах», сказка в стиле «рэп» по пьесе Михаила Кузмина по мотивам одноимённой сказки Шарля Перро (постановка и музыкальное оформление — Роман Виктюк) — людоед

#### Московский театр юного зрителя (ТЮЗ)
- 2005 — «Трамвай „Желание“» Теннесси Уильямса (режиссёр — Генриетта Яновская) — Стэнли Ковальски, муж Стеллы
- 2007 — «Роберто Зукко» французского драматурга Бернар-Мари Кольтеса (режиссёр — Кама Гинкас) — Роберто Зукко

### Фильмография
- 1996 — Птицы без гнёзд (Беларусь) — эпизод
- 1997 — Игра в прятки (короткометражный; Беларусь) — эпизод
- 1997 — Две истории одного гусара (короткометражный; Беларусь) — эпизод
- 1998 — Убить лицедея (Беларусь) — эпизод
- 2000 — 24 часа — боевик Олега Сотника
- 2000 — Марш Турецкого (фильм № 9 «Грязные игры») — Василий Хомяков, хоккеист
- 2002 — Нескучные материалы (Беларусь) — Вячеслав Кувалдин, агент секретного отдела
- 2003 — Стилет — эпизод
- 2004 — Союз без секса — Андрей, литератор
- 2005 — Лебединый рай — Вадим, хореограф
- 2006 — Цвет неба — Грошев
- 2007 — Спецгруппа (фильм № 6 «Звезда экрана») — Стив Данн
- 2007 — Телохранитель — Виктор Мальцев, телохранитель частного охранного предприятия «Командор»
- 2008 — Победитель — Игорь Николаевич Семёнов, владелец строительного холдинга
- 2008 — Последнее путешествие Синдбада — Михаил Андреевич Баринов, бизнесмен
- 2008 — Ермоловы — Эрнесто, художник
- 2009 — Иван Грозный — Иван Фёдорович Овчина Телепнев-Оболенский
- 2009 — Лапушки — Александр Александрович Кутузов, владелец издательства, воздыхатель Кати
- 2009 — Маргоша — Игорь (Гоша) Семёнович Ребров, главный редактор журнала «МЖ» / Максим Васильев — Маша Васильева в мужском обличьи[2]
- 2009 — Телохранитель 2 — Виктор Мальцев, телохранитель частного охранного предприятия «Командор»
- 2010 — Телохранитель 3 — Виктор Мальцев, телохранитель частного охранного предприятия «Командор»
- 2010 — Гадание при свечах — Сергей Тагилов («Тагил»)
- 2010 — Солнечное затмение — Илья Патрушев, муж Анны
- 2010 — Вдовий пароход — Григорий, раненый солдат в госпитале
- 2010 — Белое платье — Валерий
- 2011 — Жена генерала (Беларусь, Россия) — Тимофей, цыган
- 2012 — Телохранитель 4 — Виктор Мальцев, телохранитель частного охранного предприятия «Командор»
- 2013 — Задания особой важности. Операция «Тайфун» — Валентин Суслов, капитан, советский разведчик-диверсант
- 2013 — На прицеле — Виктор Мальцев, телохранитель
- 2014 — Сюрприз для любимого — Николай
- 2016 — Запретная любовь — Виктор Алексеевич
- 2017 — Жизнь, по слухам, одна — Глеб Звоницкий
- 2017 — Всё об его бывшей — Виктор Пантелеев, врач-кардиолог
- 2017 — Я выбираю тебя — Борис Вольнов, хореограф
- 2018 — Помощница — Семён Сергеевич Говоров, юрист банка, отец Алисы
- 2018 — Просто роман — Илья, музыкальный продюсер
- 2019 — Смерть на языке цветов — Дмитрий Викторович Ковалёв, владелец цветочной фирмы
- 2020 — Пробуждение любви — Савелий Викторович Никифоров, врач-нейрохирург
- 2021 — Серьга Артемиды — Александр Герман, разведчик и продюсер
- 2021 — Пояс Ориона — Александр Герман, разведчик и продюсер
- 2021 — Персональный ангел — Тимофей Кольцов, судостроитель
- 2022 — Камея из Ватикана — Александр Герман, разведчик и продюсер
- 2023 — Тайны города М. Рассвет наступит незаметно — Андрей